# Logan Marshall-Green

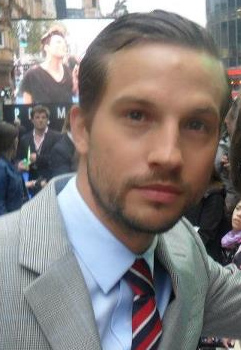
Logan Marshall-Green

Logan Marshall-Green (Charleston (South Carolina), 1 november 1976) is een Amerikaans acteur.

## Biografie
Marshall-Green werd geboren in Charleston maar groeide op bij zijn moeder in Cranston samen met zijn tweelingbroer. Hij heeft de high school doorlopen aan de Barrington High School in Barrington. Hij heeft hierna gestudeerd aan de University of Tennessee in Knoxville waar hij schreef voor de schoolkrant en zijn diploma haalde in literatuur. Hierna ging hij naar de National Theater Institute in New London County en haalde zijn master of fine arts aan de New York University in New York.

## Filmografie

### Films
Uitgezonderd korte films.
- 2024 Carry-On - als agent Alcott
- 2023 Reverse the Curse - als Ted
- 2022 Lou - als Philip
- 2022 The Listener - als Michael
- 2022 Redeeming Love - als Paul
- 2021 Intrusion - als Henry Parsons
- 2021 How It Ends - als Nate
- 2018 Upgrade - als Grey Trace
- 2017 Spider-Man: Homecoming - als Jackson Brice
- 2017 Sand Castle - als sergeant Harper
- 2016 Snowden - als drone piloot
- 2015 Black Dog, Red Dog – als Stephen
- 2015 The Invitation - als Will
- 2014 The Sound and the Fury - als Dalton Ames
- 2014 Madame Bovary - als de markies
- 2013 Cold Comes the Night - als Billy
- 2013 As I Lay Dying - als Jewel
- 2012 Prometheus – als Charlie Holloway
- 2010 Devil – als monteur
- 2009 Brooklyn's Finest – als Melvin Panton
- 2008 Blue Blood – als ??
- 2007 Across the Universe – als Paco
- 2005 The Great Raid – als luitenant Paul Colvin
- 2005 Alchemy – als Martin

### Televisieseries
Uitgezonderd eenmalige gastrollen.
- 2021 - 2022 Big Sky - als Travis Stone - 18 afl.
- 2020 Shadowplay - als Moritz McLaughlin - 8 afl.
- 2017 - 2018 Damnation - als Creeley Turner - 10 afl.
- 2016 Quarry - als Quarry / Mac Conway - 9 afl.
- 2009 – 2010 Dark Blue – als Dean Bendis – 20 afl.
- 2007 Traveler – als Tyler Fog – 8 afl.
- 2005 The O.C. – als Trey Atwood – 9 afl.
- 2005 24 – als Richard Heller – 6 afl.